# Olof Tempelman

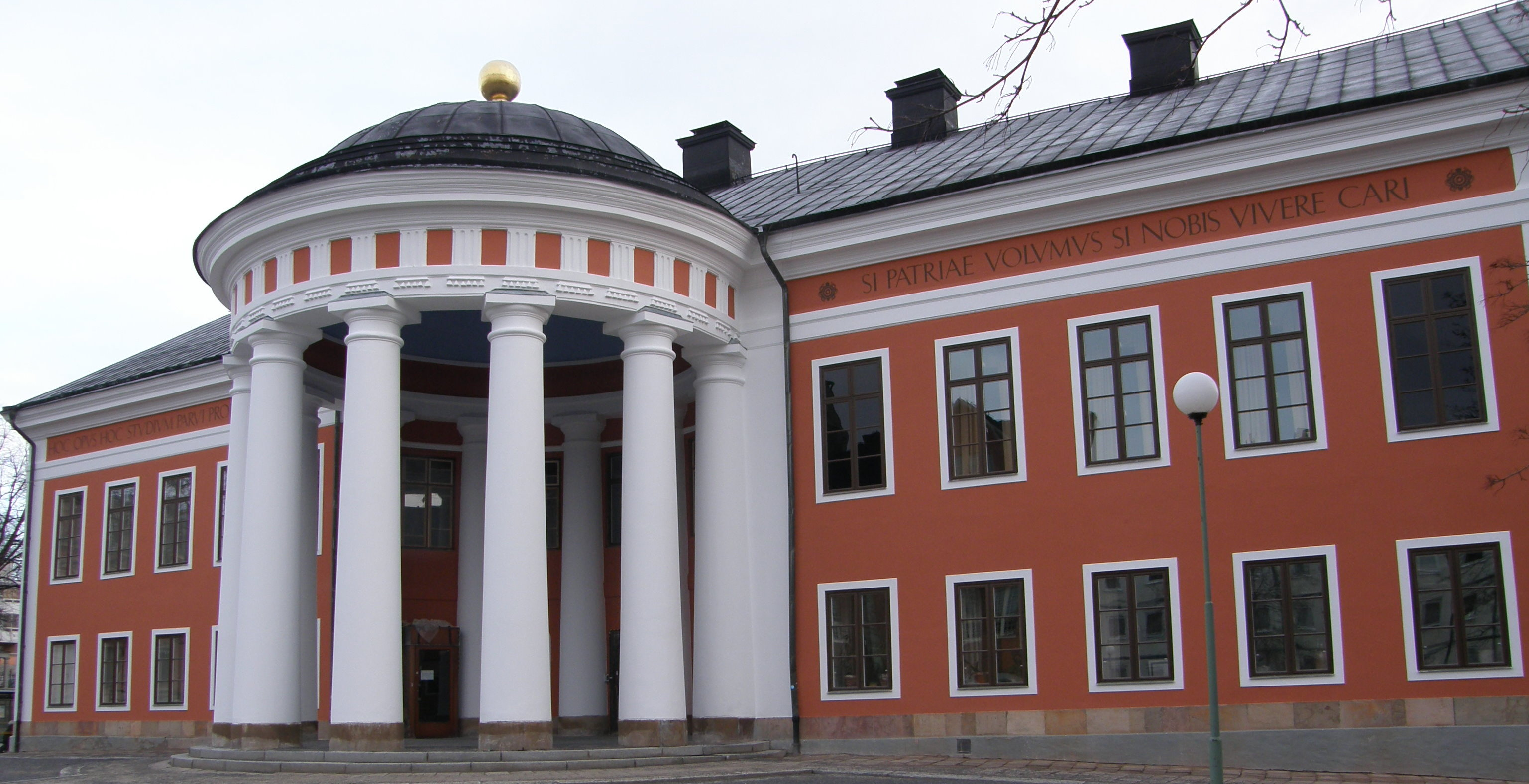
Härnösands gymnasium (nuvarande Rådhuset)

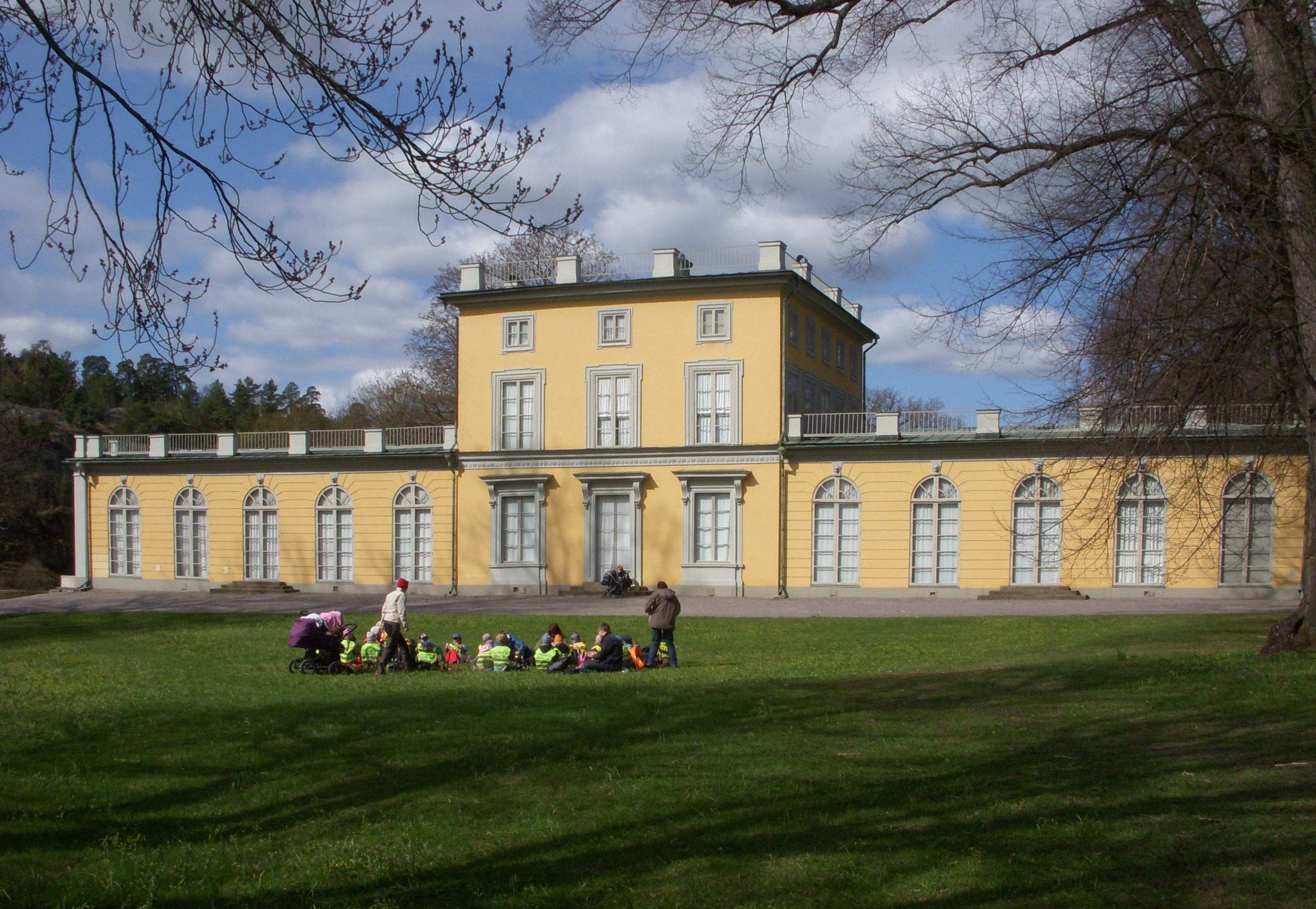
Gustav III:s paviljong i Hagaparken, Uppland

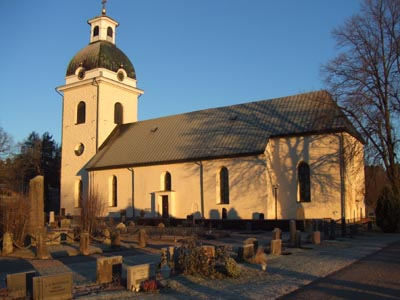
Valbo kyrka, Gästrikland

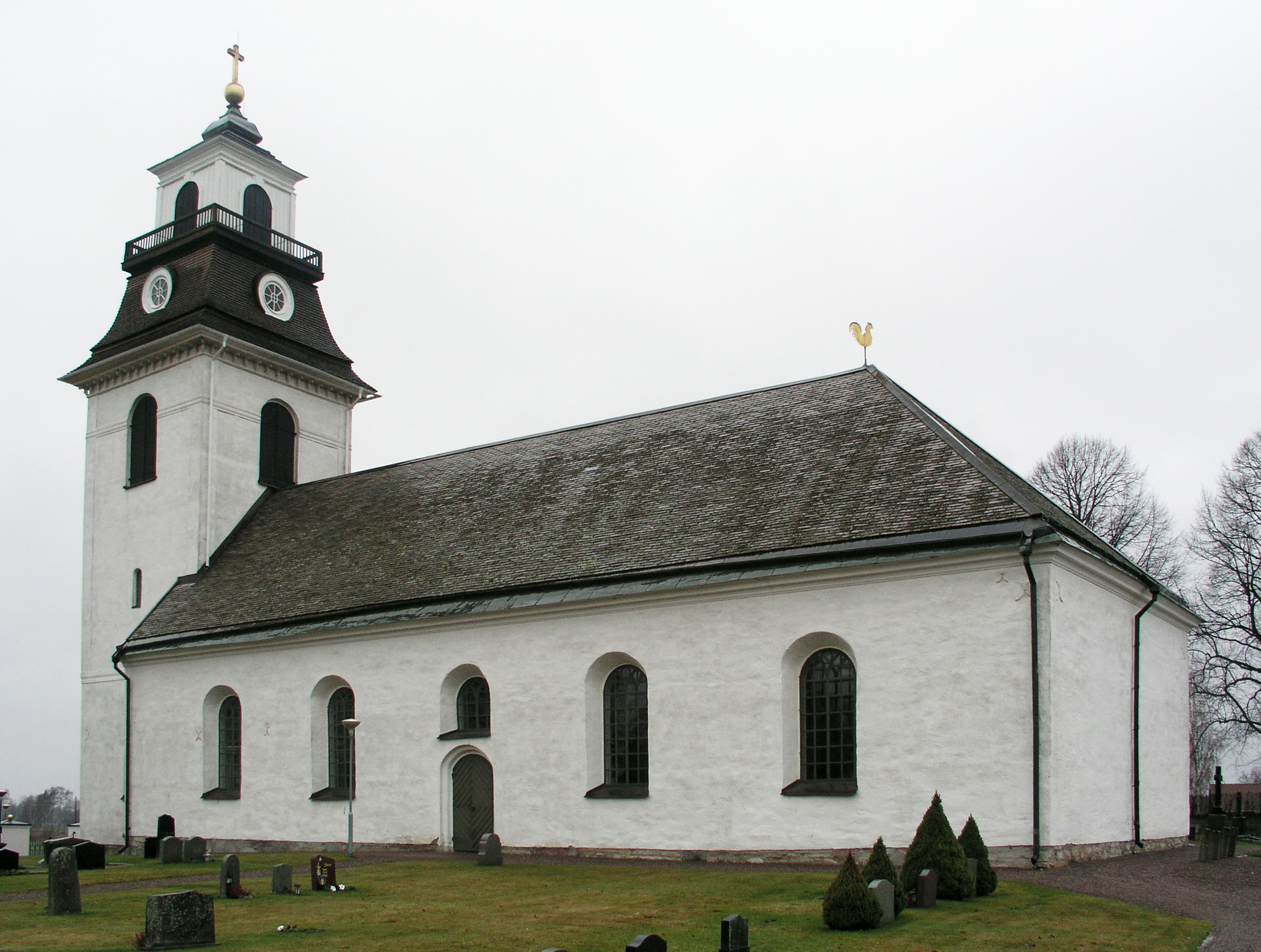
Rystads kyrka, Östergötland

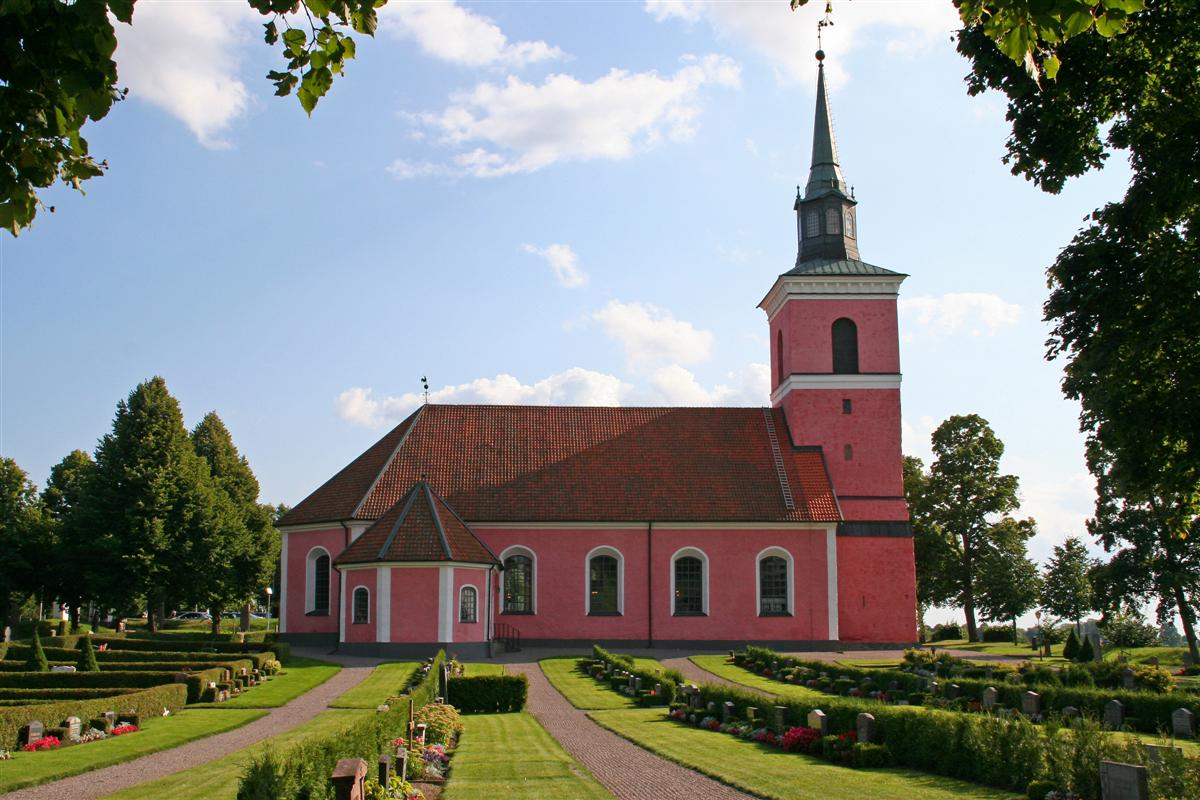
Slaka kyrka, Östergötland

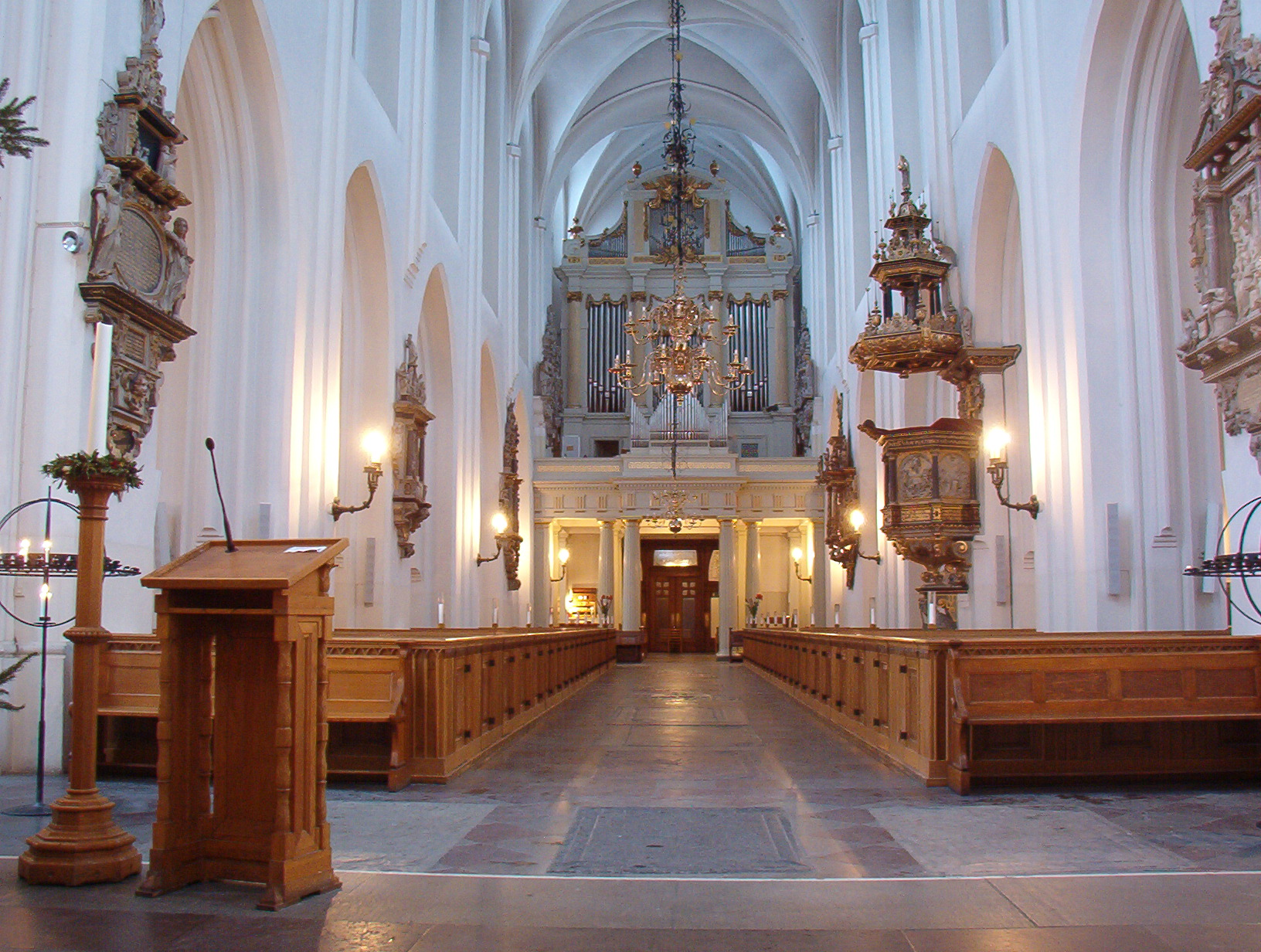
Lektare och orgelfasaden i Sankt Petri kyrka, Malmö

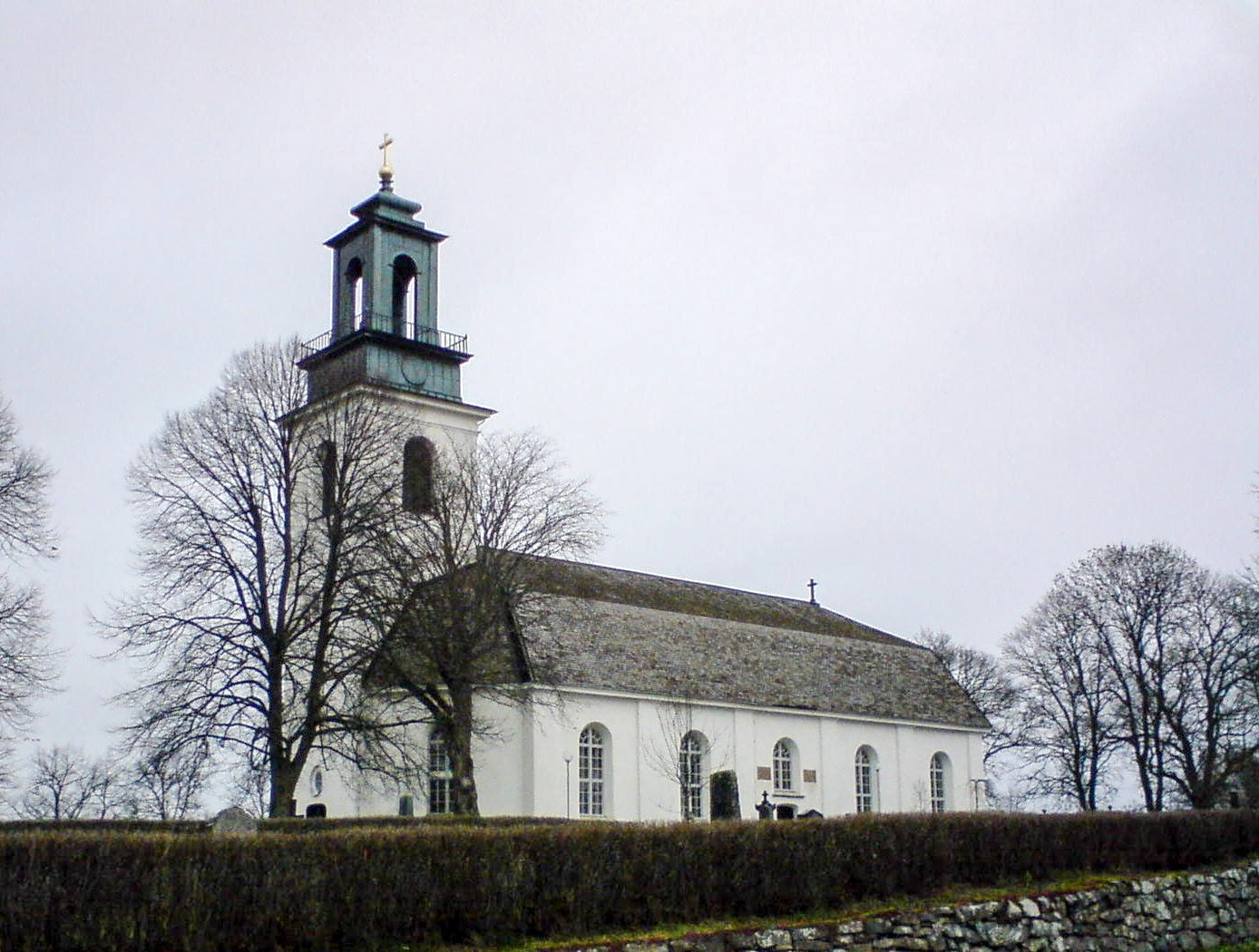
Ölme kyrka, Värmland

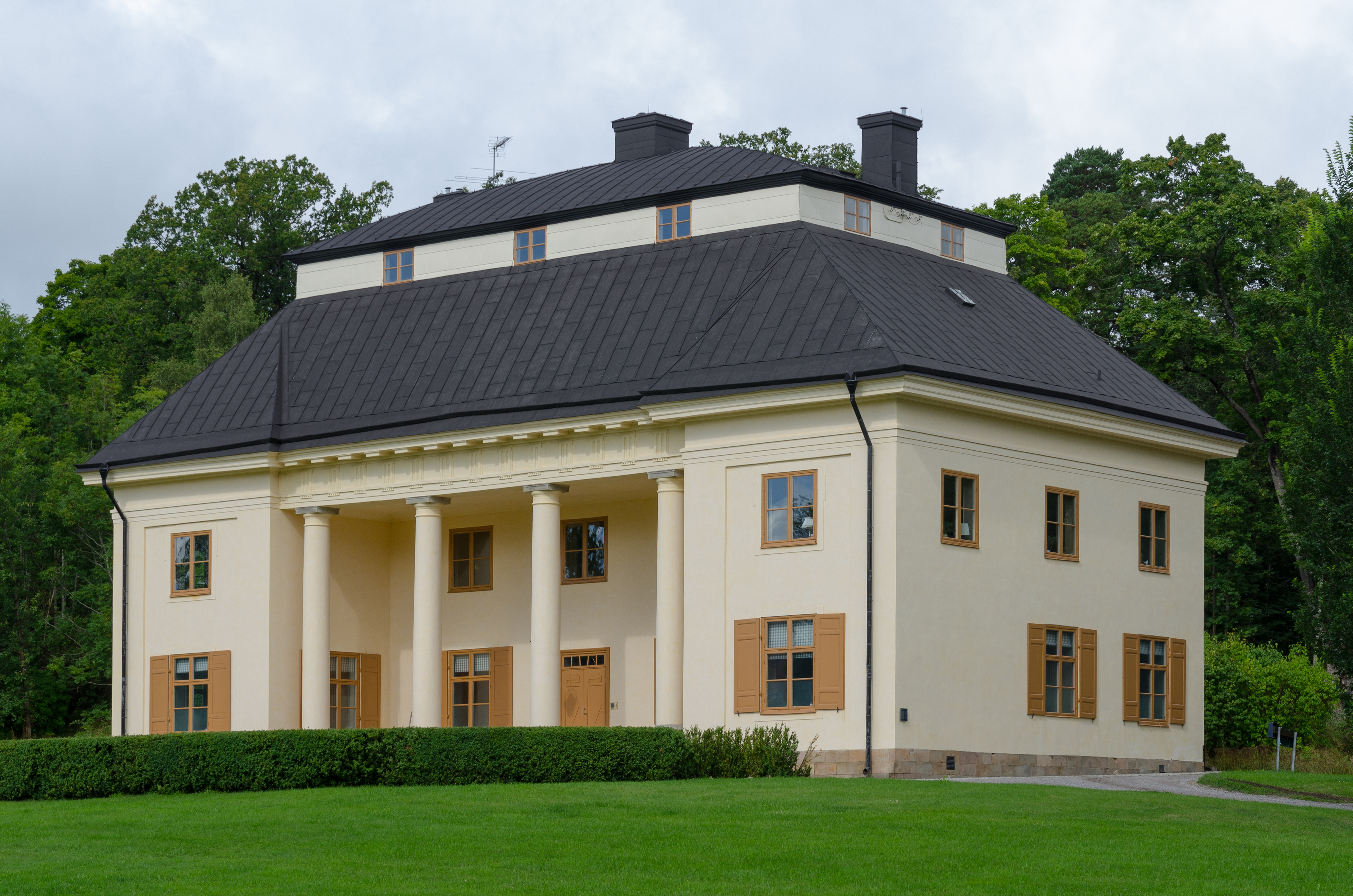
Ståthållarbostaden, Drottningholm, Uppland

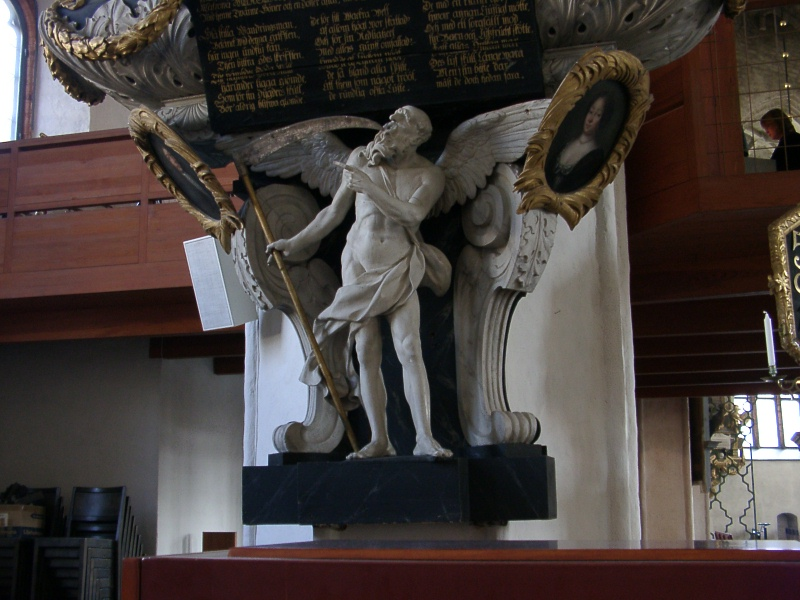
Epitafium i Västerås domkyrka, Västmanland

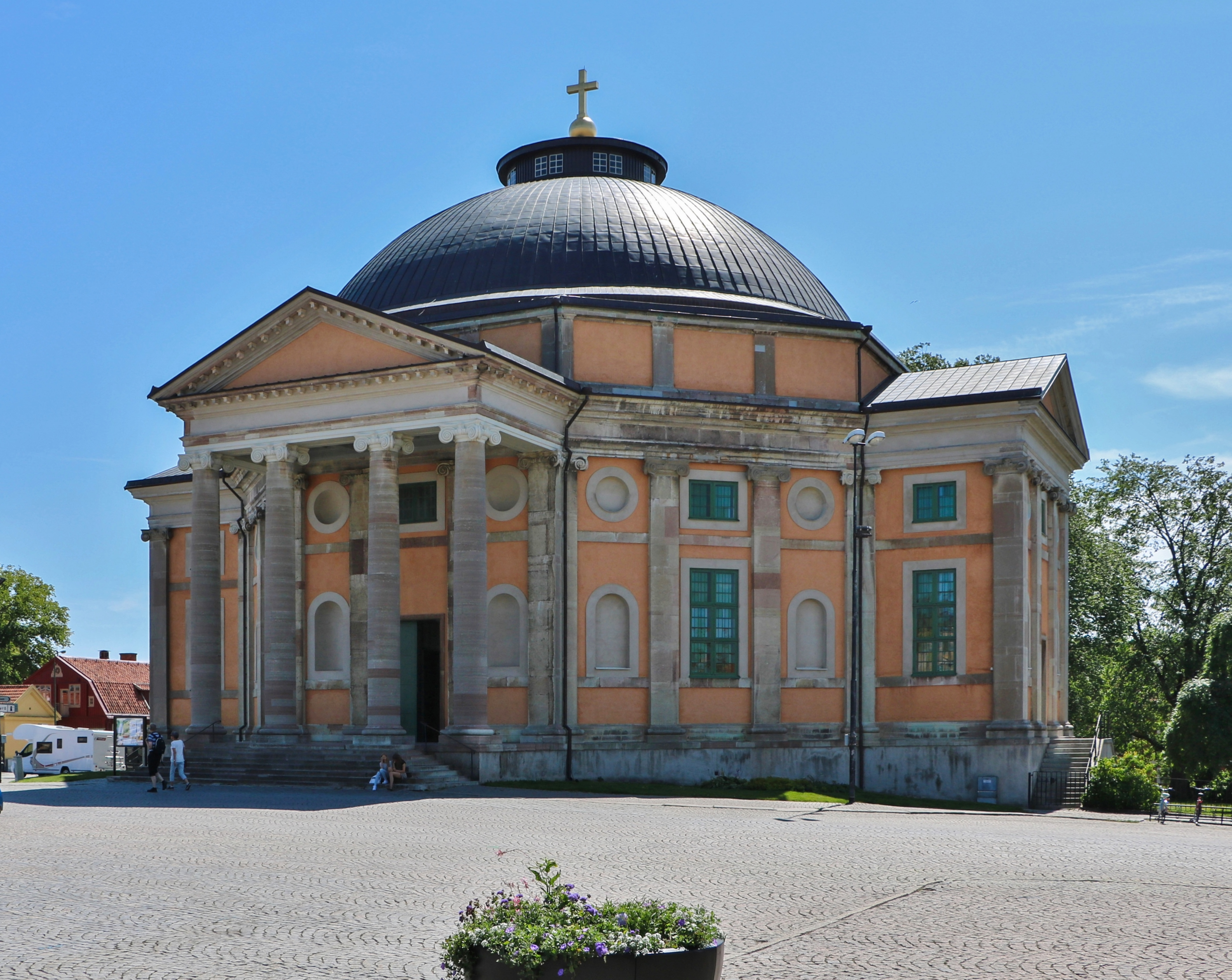
Återuppbyggnaden av Trefaldighetskyrkan, Karlskrona, Blekinge

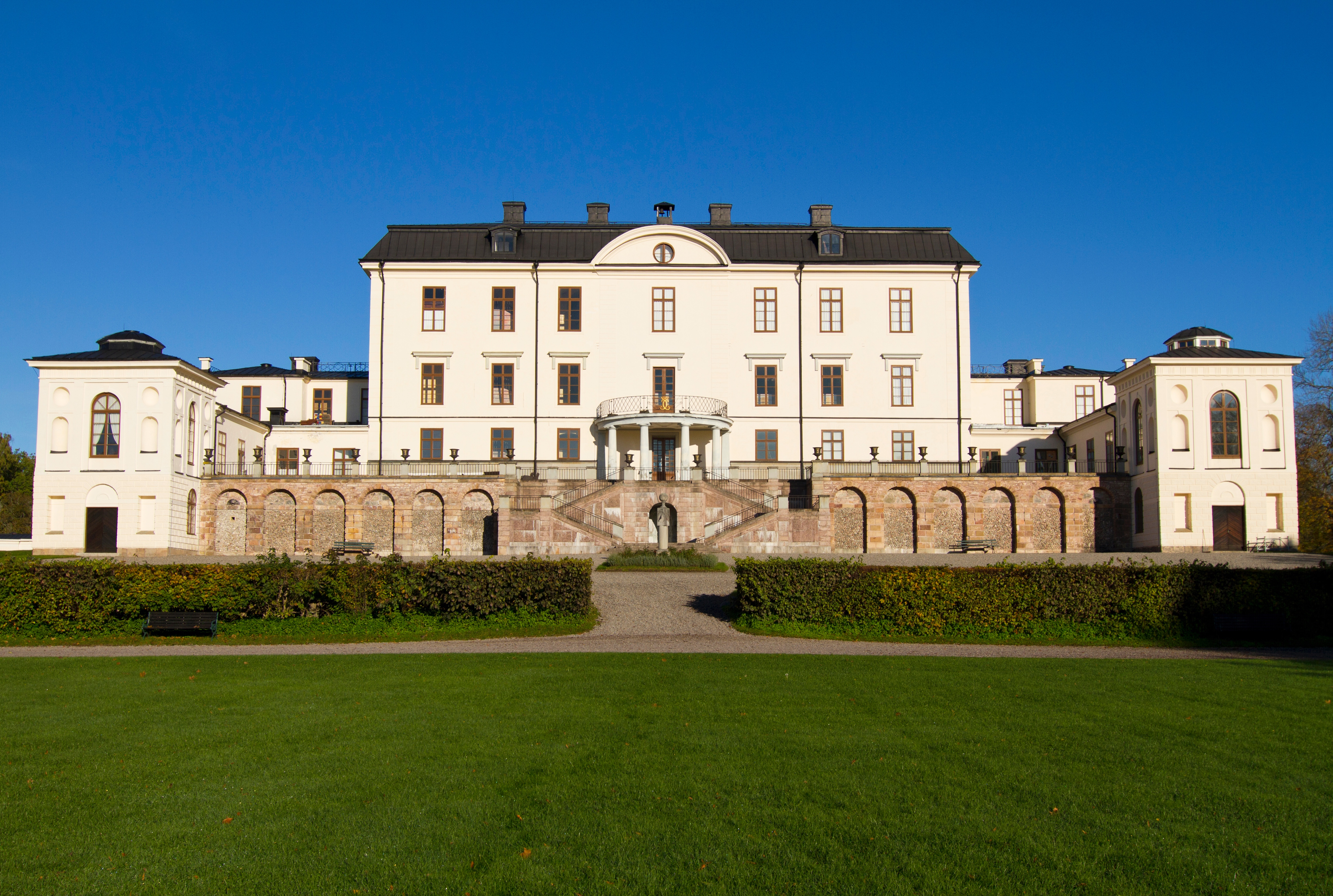
Rosersbergs slott, Uppland

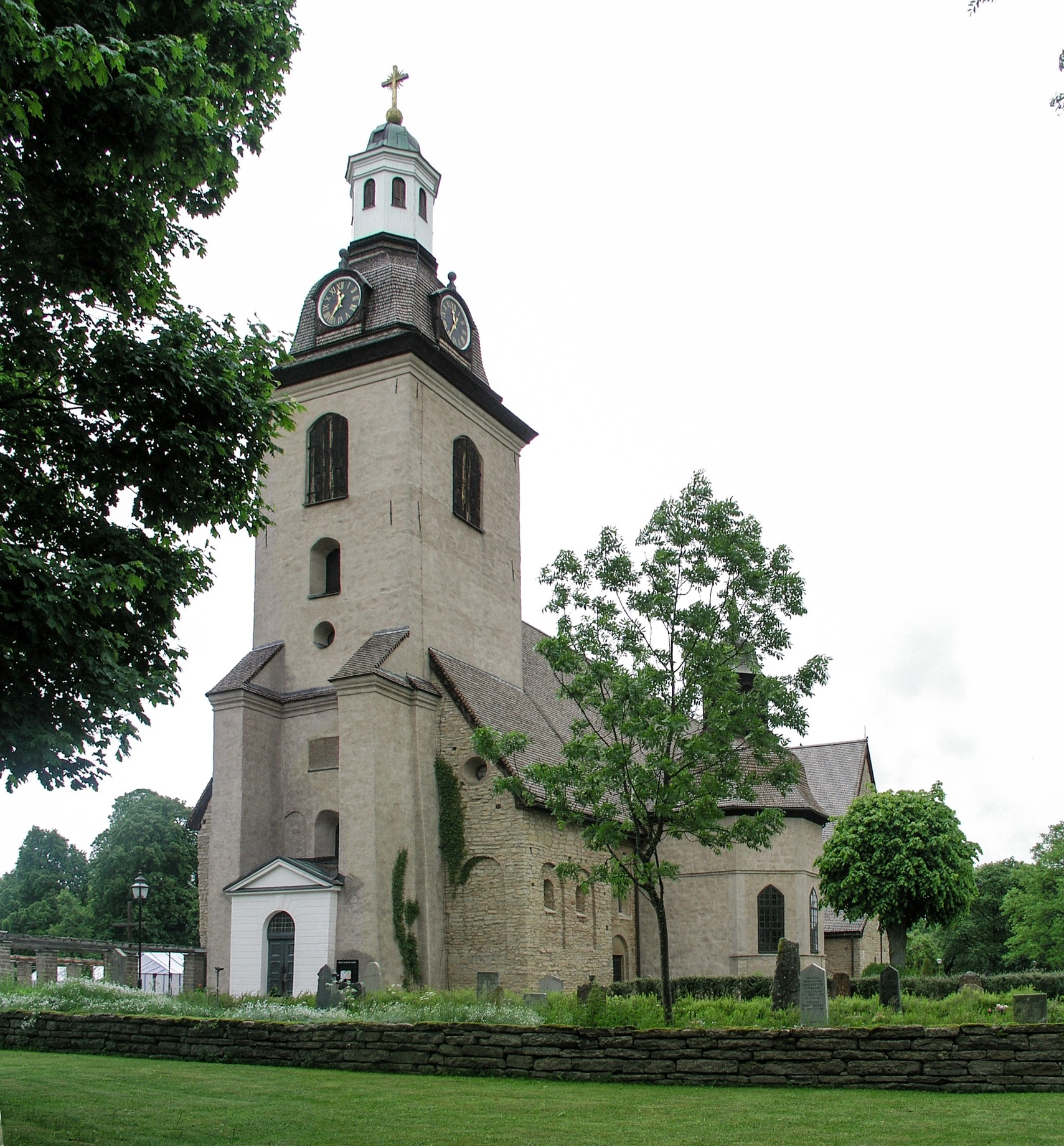
Vreta klosters kyrka, Östergötland

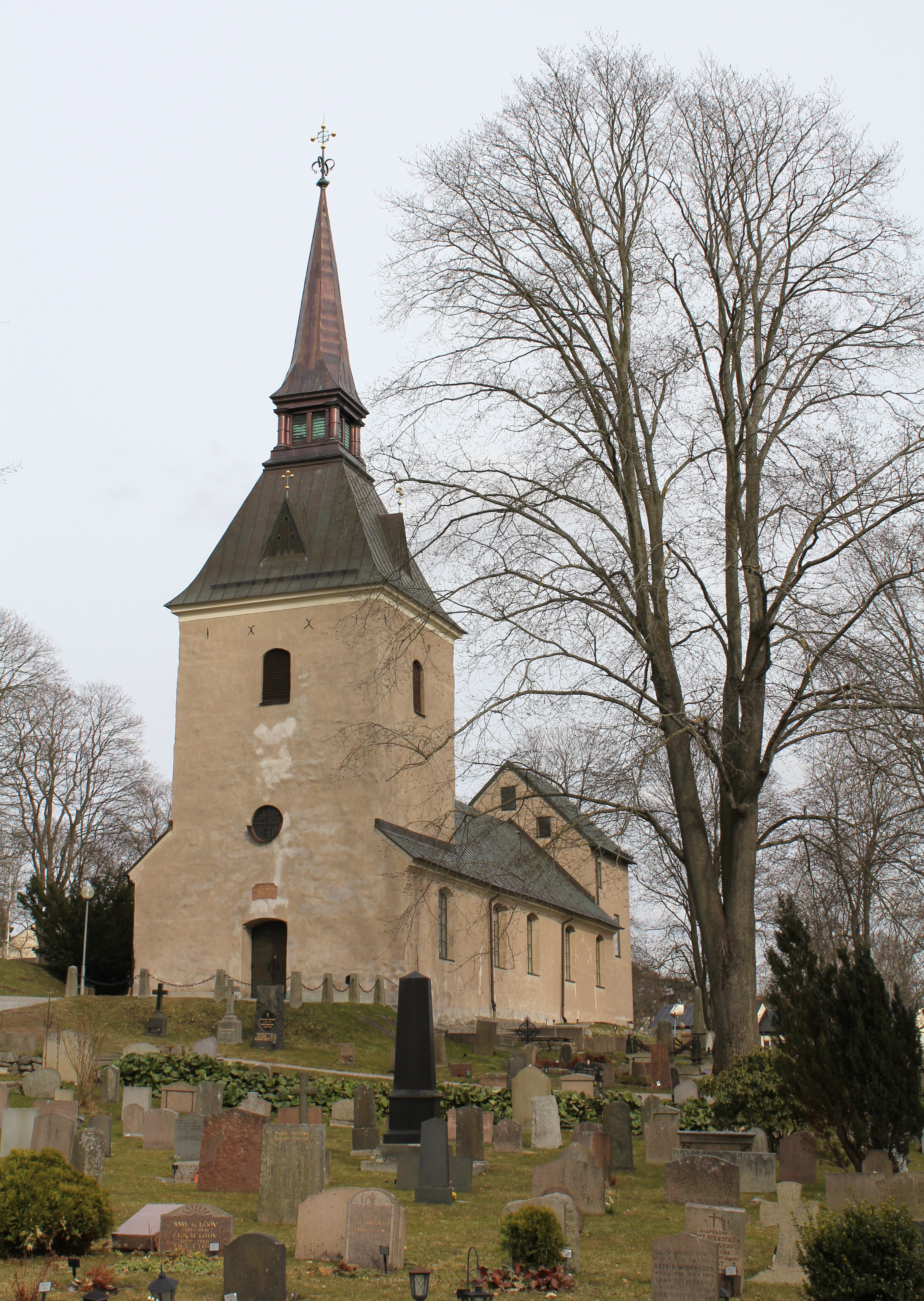
Brännkyrka kyrka, Stockholm

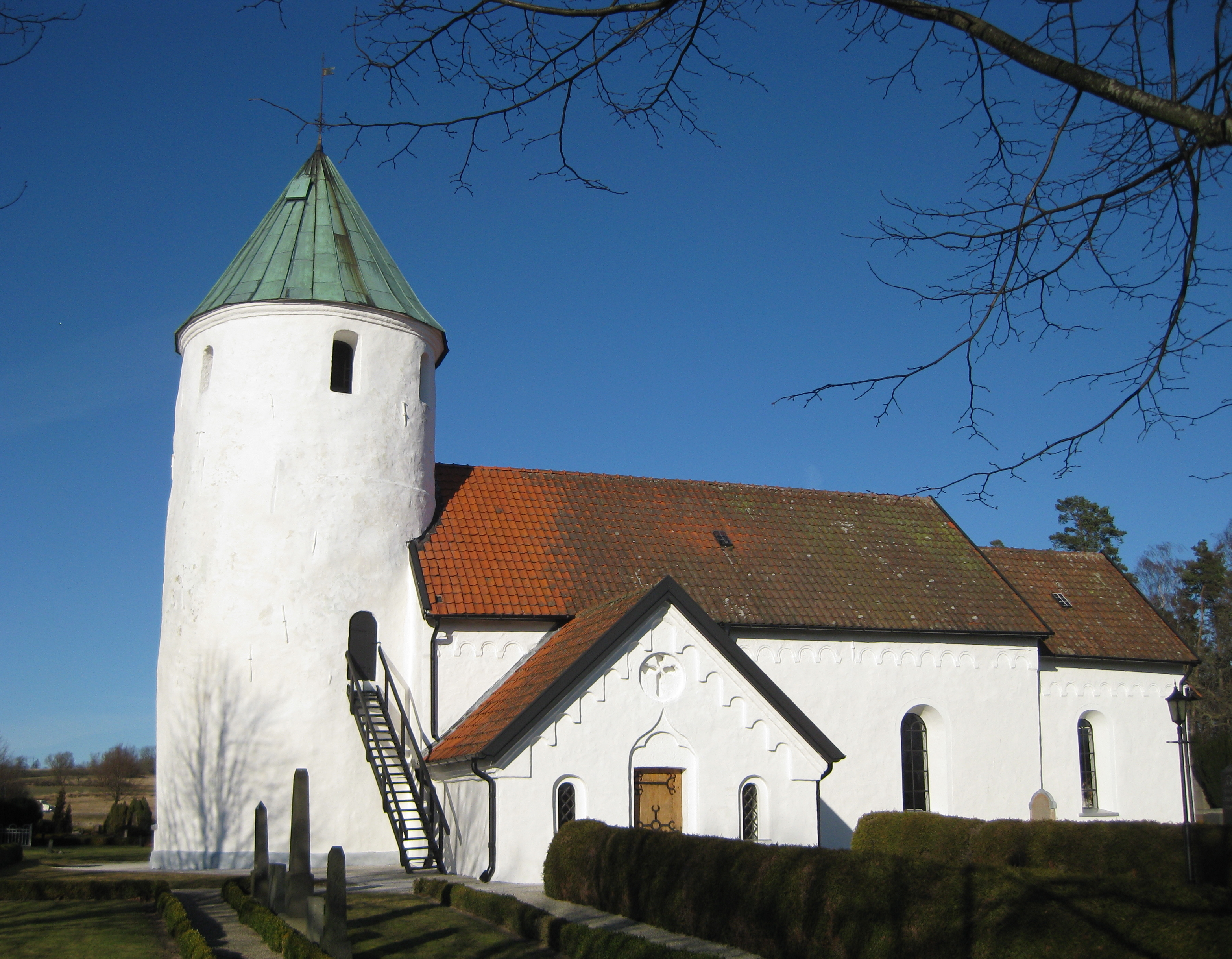
Hammarlunda kyrka, Skåne

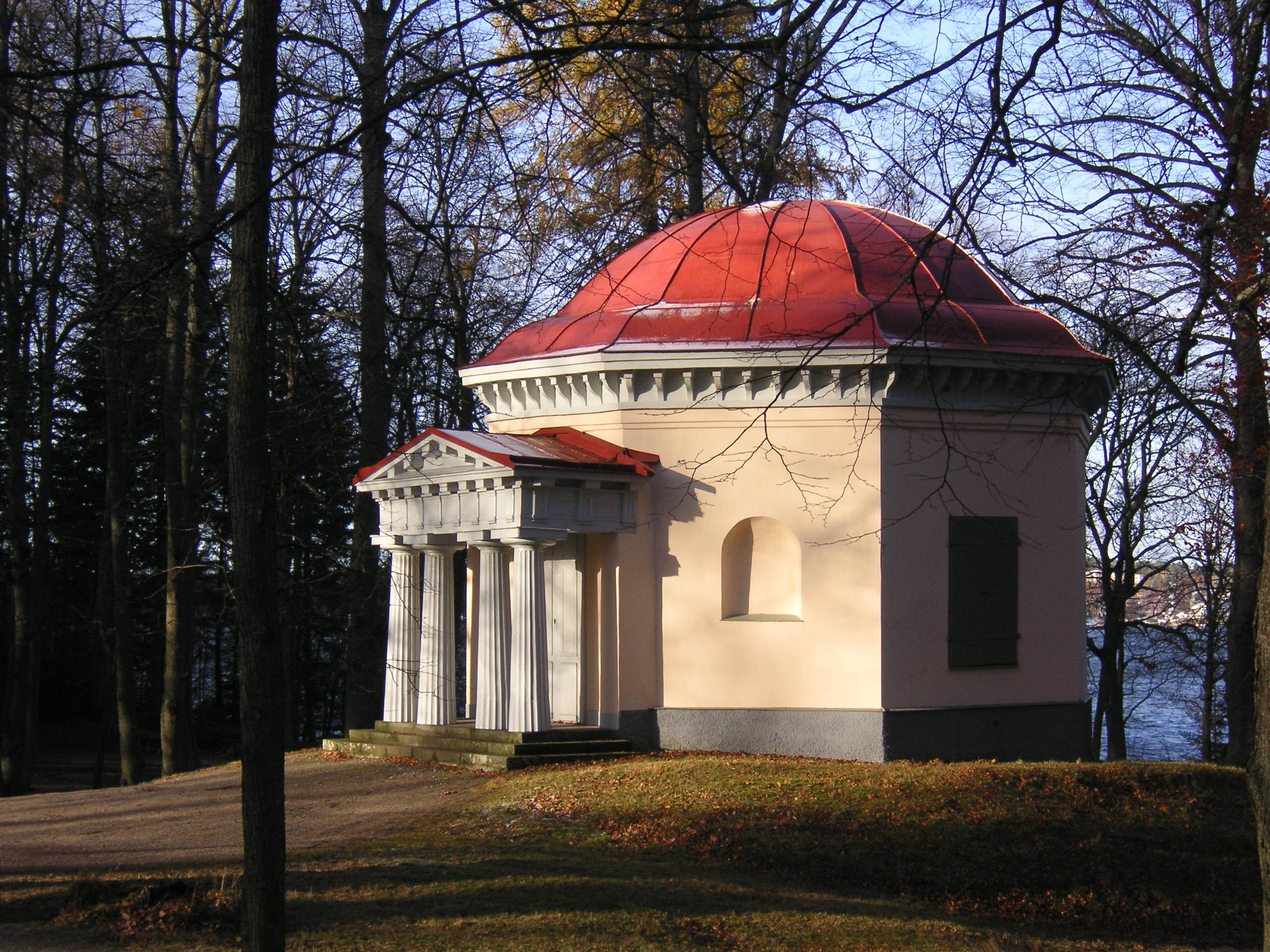
Norsborgs säteri, paviljong

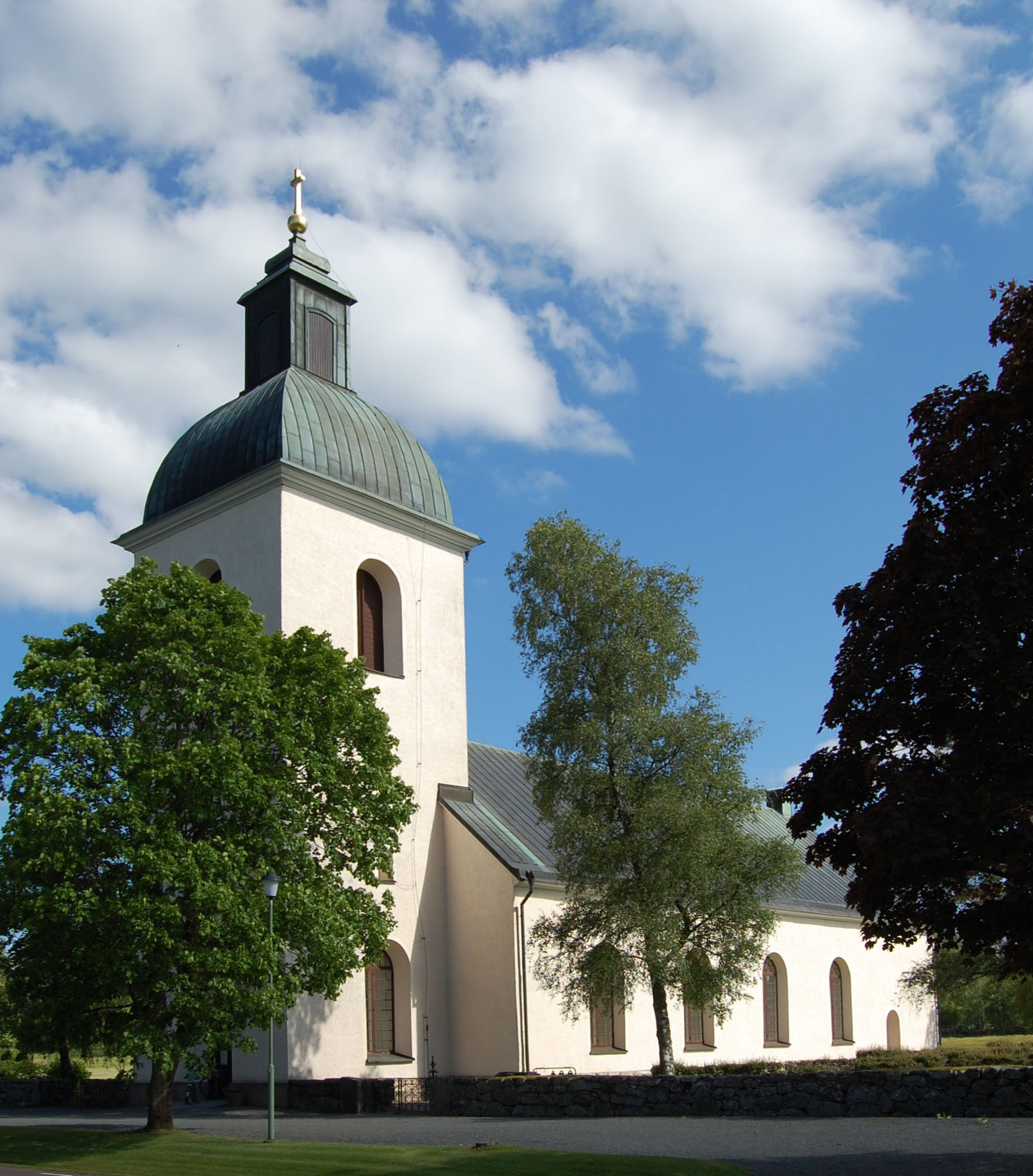
Dädesjö nya kyrka, Småland

Olof Samuel Tempelman, född 21 februari 1745 i Källstads församling, Östergötlands län, död 27 juli 1816 i Klara församling, Stockholm, var en svensk arkitekt och professor vid Konstakademien från 1779. Han utsågs till kunglig hovarkitekt 1799.

## Biografi
Olof Samuel Tempelman var son till Samuel Tempelman (1711–1748), komminister i Herrestad, och hans hustru Susanna Maria Ridderström (1718–1753). Enligt tradition härleddes namnet från tempelriddarna. Släkten hade invandrat från Dorpat i Livland och hade i flera generationer bott i Östergötland. Modern var dotter till en ryttmästare och uppvuxen i Östergötland.

### Uppväxt
När Olof var tre år dog fadern och några år senare även modern. Han blev omhändertagen av sin fars äldre bror Petrus Tempelman, som tjänstgjorde som präst i Östra Stenby församling. Där tycks han ha haft en lyckosam uppväxttid. Petrus Tempelman var en man med vetenskapligt intresse, samlade böcker och hade kontakt med Kungliga Vetenskapsakademien i Stockholm. Olof Tempelman visade tidigt intresse för form och bild. Sin första undervisning fick han i hemmet och fortsatte sedan tillsammans med sin kusin vid gymnasiet i Linköping.

### Universitetsstudier
1763 kom han till Uppsala universitet för studier i teologi och humaniora. Jämsides med studierna arbetade Tempelman som informator, vilket gav honom inkomster till levebrödet. I stället för att, som brukligt, därefter fortsätta med teologiska studier, valde han att fördjupa sig i naturvetenskap, där de stora namnen var Carl von Linné, Anders Celsius och Samuel Klingenstierna. Tempelman skrev en kandidatavhandling i astronomi för Daniel Melander och påbörjade därefter en magisteravhandling i fysik De frictione corporum super plano horizontale motorum.

### Överintendentsämbetet
Carl Fredrik Adelcrantz efterträdde 1767 Carl Johan Cronstedt som ledare för Överintendentsämbetet och år 1769 anställde han Olof som extrakopist. Adelcrantz uppskattade Olof för hans insikter och skicklighet och engagerade sig personligen för hans utveckling. Medan Tempelman skrev sin magisteravhandling började han även verka som arkitekt vid ämbetet. Avhandlingen var elegant illustrerad och tillägnades Carl Fredrik Adelcrantz. Han fortsatte också med informatorverksamheten och träffade härigenom stadsarkitekten Carl Henrik König, som var en av den tidens mest kunniga och betydande arkitekter och dessutom tekniskt bevandrad; han gjorde till exempel ritningar och beskrivningar åt uppfinnaren Christopher Polhem. Detta senare var ett område som intresserade Olof Tempelman.

### Första utlandsresan
Våren 1775 skickade Adelcrantz Olof Tempelman på en studieresa till Köpenhamn. I oktober följande år utfärdade Gustav III fullmakt för Olof Tempelman som informationsadjutant vid fortifikationen. Där hade Fredrik Dederichs undervisat blivande officerare och arkitekter sedan 1750-talet, bland annat Erik Palmstedt.

### Större projekt
Olof Tempelman kom att bli engagerad i Gustav III:s beställning av ett nytt operahus vid Norrmalmstorg. Det var ett komplicerat projekt och Adelcrantz utsåg Olof till ansvarig för genomförandet. Gustav III övervakade arbetet ända från den första skissen och visade vid invigningen 1782 sin uppskattning av resultatet genom att förära Adelcrantz en diamantprydd lagerkrans. Redan året därpå beställde konungen ett förslag till utbyggnad. En stor del av uppdragen inom Överintendentsämbetet avsåg kyrkor men även andra offentliga byggnader förekom rikligt. Dessutom åtog man sig också privata uppdrag. Adelcrantz gjorde ofta de första skisserna men under arbetets gång skedde en nära samverkan dem emellan.

### Britta Elisabet Gyllenstam
I kretsen kring Adelcrantz träffade Tempelman Britta Elisabet Gyllenstam, dotter till överste Jonas Zacharias Gyllenstam och Catharina Elisabeth von Numers. Sommaren 1782 firade de bröllop på Adelcrantz lantställe Trångsunds gård. Trångsunds herrgård, vars huvudbyggnad ritades av arkitekten och överintendenten Carl Fredrik Adelcrantz, ligger vid västra stranden av sjön Drevviken i Huddinge socken på Södertörn och inom Stockholms län. De fick följande höst en dotter, Maria Catharina och vid hennes dop deltog även familjen Adelcrantz. Dottern avled dock som spädbarn och hustrun ett år senare.

### Professor Olof Tempelman
Adelcrantz ivrade för att Termpelman skulle bli professor och så småningom kom belöningen. År 1780 utnämndes Tempelman till professor vid Konstakademien i Stockholm. I maj samma år reste han för kungens räkning till Frankrike. Med på resan var också scenmaskinisten vid operan, Johan Schef, Olof hade en önskan att fortsätta studierna längre söderut. Han fick stöd för detta av Adelcrantz och fram mot årsskiftet fick han i Paris tillåtelse att fortsätta till Italien och Rom. I mars besökte han Neapel tillsammans med Carl August Ehrensvärd och de gjorde också en utflykt till Pompeji och Vesuvius. Hemresan gick via Venedig, Milano, Genua, Antibes, Marseille och Paris. 1780-talet blev en framgångsrik period med alltmera självständiga uppgifter. Med utlandserfarenheterna utvecklade han ett mera självständigt formspråk.

### 1790-talet
Under 1790-talet blev det politiskt sett mera oroligt i Sverige.  År 1792 mördades Gustav III, varvid de storslagna byggnadsprojekten avstannade. Inom akademin blev det konflikter och i juli 1798 klagade Tempelman över att hans ena öga försämrades allt mer. Inom Överintendentsämbetet hade man dock fortfarande fullt upp att göra. Man ritade kyrkor, skolor, sjukhus och ämbetsbyggnader, särskilt utanför Stockholm, och här gjorde Tempelman betydande insatser. Han ansökte också om att få bli hovarkitekt och efter tillstyrkan av överintendent Carl Fredrik Fredenheim och hovintendent Fredrik Magnus Piper följde en utnämning i oktober 1799.

### Dorothea Catherina Pagenkopff
Olof Tempelman träffade en ny käresta, den 30 år yngre Dorothea Catherina Pagenkopff, dotter till en rysk skomakarmästare Michael C. Pagenkopff. De gifte sig 1801 och fick fem barn, två pojkar, som dock avled tidigt, och tre flickor.

### På ålderns dagar
Så småningom drabbades emellertid Tempelman av två svåra, långvariga sjukdomar inom ett år. Dessa försämrade hans kroppsliga och själsliga hälsa och han ansökte därför den 26 september 1811 om en månads ledighet. Han gav dock inte upp arbetet helt utan fortsatte i flera år vid Överintendentsämbetet och även med undervisningen vid akademien. Den 27 juli 1816 avled Olof Tempelman, drygt 71 år gammal, och begravdes på Klara kyrkogård i Stockholm. Kvar blev hustrun och de tre döttrarna.

## Arkitekturen
Olof Tempelman verkade fram till sin död både som sekreterare och som lärare – föga nitisk likväl i någondera befattningen. Han ritade arkadfasaden till Pehr Schiörlins orgel i Slaka kyrka, byggd 1783 lämnade ritningar till Gustav III:s paviljong i Hagaparken (1787, fullbordad 1790), huvudsakligen beaktansvärd genom interiörernas utsirning. Bland hans övriga arbeten märks fasaden till Kanslihuset i Stockholm (1790), Forsmarks kyrka i Roslagen (byggd 1794–1800), Gymnasiet i Härnösand (sedermera Härnösands rådhus) samt ombyggnaden av Trefaldighetskyrkan i Karlskrona, efter branden 1790, och av Kalmars gymnasiehus (invigt först 1835). De flesta av hans verk är hållna i en tung antikiserande stil. Som konstakademiens sekreterare utgav Tempelman från 1798 de årliga utställningskatalogerna.

## Verkförteckning
1. Gamla stan, Stockholm, slottsomgivningen, 1774
2. Stockholms slott, omdisponering av rum & våningar, 1774
3. Tranemo kyrka, Västergötland, 1774, ej utförd, 1600-talskyrkan på 1880-talet ersatt av ny sexkantig kyrkobyggnad ritad av arkitekt Emil Viktor Langlet
4. Ulriksdals slott, Uppland, norra flygelbyggnadens vindsvåning, 1774
5. Västerås gymnasium, Västmanland, ombyggnadsförslag för konsistoriehuset, 1774
6. Hycklinge kyrka, Östergötland, Sverige, 1775, Per Wilhelm Palmroth upprättar nytt förslag 1792
7. Göta hovrätt, Jönköping, 1775
8. Valbo kyrka, Gästrikland, torn & sakristia, 1775, torn uppfört 1775
9. Nora kyrka, Västmanland, 1776, ej utfört, ny kyrka uppförd under 1880-talet
10. Selångers kyrka, Medelpad, 1776, uppförd 1780-1781
11. Sollerö kyrka, Dalarna, 1776
12. Sofia Magdalena kyrka, Askersund, skol- & fattighus, 1777
13. Björsäters kyrka, Västergötland, 1777
14. Helsingborg, Corps-de-garde, 1777, byggnad för vaktmanskap & arrest färdigställd 1778, riven 1882
15. Kärna kyrka, Östergötland, orgelfasad 1777, förstörd vid brand 1893
16. Nässjö gamla kyrka, Småland, 1777, uppförd 1789-1791
17. Hornstull, stadsport och tullhus, Stockholm, 1777, portvalvet rivet 1905, tullhusen rivna 1933
18. Skeppsholmen, magasin, Stockholm, 1777 & 1779, ombyggt, nu del av Konsthögskolan
19. Tuna kyrka, Medelpad, torn & långhus, 1777, långhus med sadeltak uppfört 1776-1778, torn uppfört först 1937
20. Uppsala domkyrka, Sturekoret, smidesgaller, 1777
21. Västra Torups kyrka, Skåne, orgelfasad, 1777
22. Årstads tingshus, Halland, 1777, rivet, troligen 1973
23. Ödeshögs kyrka, Östergötland, 1777, ombyggd på 1880-talet
24. Örkeneds kyrka, Skåne, 1777, uppförd 1786-1788
25. Alvesta kyrka, Småland, orgelfasad, 1778, byggd enligt förslaget av Pehr Schiörlin
26. Stora Kopparbergs kyrka, Falun, torn & altaruppställning, 1778, torn uppfört 1780, omgestaltat 1900, altaruppställningen utbytt 1900
27. Kils kyrka, Närke, torn, 1778, uppfört 1779-1780
28. Kläckeberga kyrka, Småland, altaruppställning, 1778, ej utförd
29. Linköping, Stångebro, stenbro, 1778, uppförd 1779-1780, riven vid byggandet av Kinda kanal, ny bro efter ritning 1870
30. Replots kyrka, Österbotten, Finland, 1778, uppförd 1781 dock utan torn
31. Sollerö kyrka, Dalarna, predikstol, 1778
32. Säters kyrka, Dalarna, 1778, påbörjad 1780
33. Silvii skola, Tun, Västergötland, 1778, uppfört 1780-1781, restaurerat 1965
34. Värnamo kyrka, Småland, orgelfasad, 1778, orgeln byggd 1778, kyrkan riven under 1870-talet
35. Värö kyrka, Halland, orgelfasad, 1778, orgeln revs tillsammans med kyrkan 1855
36. Västerås domprostgård, 1778, färdigställd 1780, byggnadsminne 1981
37. Fridlevstads kyrka, Blekinge, torn, 1779, ej utfört
38. Hultsjö kyrka, Småland, 1779, ej utförd, ritningar till ny kyrka av hov- & stadsarkitekt Per Axel Nyström 1859
39. Korsholm, Toby bro, Österbotten, Finland, 1779, byggd 1781, antikvariskt skyddad 1982
40. Kättilstads kyrka, Östergötland, orgelfasad, 1779, omarbetning av förslag från Pehr Schiörlin, utförd efter förslaget
41. Gustafskyrkan, Luleå, Norrbotten, 1779, utförd 1787-1790, förstörd vid stadsbranden 1887
42. Rystads kyrka, Östergötland, 1779, uppförd 1780-1783
43. Långholmen, Spinnhusbron, Stockholm, 1779, riven
44. Tavastkyro kyrka, Tavastland, Finland, 1779, uppförd 1780-1782, torn först 1880
45. Bettna kyrka, Södermanland, & gravkor, 1780, ej utförda
46. Heinola residens, Tavastland, Finland, 1780, ej byggt
47. Helgeandsholmen, Greve Pers hus och Nedre kungl. Stallgården, Stockholm, 1780, utförda omkring 1780, rivna 1893
48. Hemmet, Drottningholm, den före detta Ståthållarbostaden & stall, på Drotningholms slottsområde, Lovön, Uppland, 1781, färdigställd som bostad 1787
49. Norrströms reglering, Stockholm, inkl. planer att skapa en plats för tecknare, skulptör & professor Johan Tobias Sergels konungastod, 1781
50. Börringe kyrka, Skåne, 1782, uppförd 1783-1787, karnissvängda huven utbytt mot en pyramidformad under 1870-talet
51. Drottningholmsmalmen, Hertigarnas stall, Uppland, 1782, ombyggt till pensionärsbostäder 1985, byggnadsminne 1987
52. Rystads kyrka, Östergötland, orgelfasad, 1782
53. Slaka kyrka, Östergötland, altaruppställning & orgelfasad, 1782
54. Vårdö kyrka, Åland, Finland, 1782, kyrkan senare utvidgad under 1780-talet, tornet uppfört 1805
55. Åbo hospital, Egentliga Finland, 1782, uppfört 1783-1784, rivet 1880
56. Arbrå kyrka, Hälsingland, predikstol, 1783
57. Enåsa kyrka & gravkor, Västergötland, 1783
58. Hedensö säteri, Södermanland, flygelbyggnad, 1783
59. Hökhuvuds kyrka, Uppland, orgelfasad, 1783, orgelbygge av Olof Schwan 1783, nytt orgelverk bakom den äldre orgeln 1936
60. Sankt Johannes kyrka, Stockholm, 1783, ej utförd
61. Skeppsholmen, Kungl. vedgården, Stockholm, 1783
62. Mynthuset, Stockholm, 1783
63. Ulriksdals slott, Uppland, Confidencen, 1783
64. Vissefjärda kyrka, Småland, orgelfasad, 1783, orgelbygge av Pehr Schiörlin 1784, ersatt 1883 av orgel från Kalmar domkyrka
65. Konsulat & posthus, Helsingör, Danmark, 1784, uppfört 1791
66. Härnösands residens, Ångermanland, 1784
67. Sankt Petri kyrka, Malmö, läktare & orgelfasad, 1784
68. Sjundeå kyrka, Nyland, orgelfasad, Finland, 1784, fasad uppförd enligt ritningen, orgelverket utbytt
69. Söraby kyrka, Småland, läktare & orgelfasad, 1784, orgelbygge av Pehr Schiörlin 1785, endast fasaden bevarad
70. Åls kyrka, Dalarna, predikstol, 1784, utförd 1785-1787
71. Östra Eds kyrka, Småland, altaruppställning, 1784, utförd, men endast altartavlan räddad vid brand 1958
72. Drottningholm, bostadshus, Uppland, 1785, ej utfört
73. Drottningholm, slottsstallet, Uppland, 1785, ej utfört
74. Drottningholm, ståthållarkansliet, Uppland, 1785, togs i bruk 1787
75. Göteborgs hospital, 1785, rivet 1963[källa behövs]
76. Härnösands gymnasium, Ångermanland, 1785, byggnadsminne 1982
77. Härnösands hospital, Ångermanland, 1785, klart 1788, byggnadsminne 1967
78. Jonsbergs säteri, Östergötland, mangårdsbyggnad, 1785, uppförd 1791, byggnadsminne 1980
79. Vänersborgs kyrka, Västergötland, 1785, endast fasaden bevarad
80. Österåkers kyrka, Södermanland, 1785
81. Dädesjö kyrka, Småland, 1786, färdig 1794
82. Hagaparken, Uppland, ekonomibyggnader, 1786, utförda omkring 1786
83. Haga slott, Uppland, 1786
84. Lillkyro kyrka, Österbotten, Finland, 1786, uppförd 1803
85. Tavastehus kyrka, Tavastland, Finland, 1786, färdig 1798
86. Uppsala universitet, auditorier, 1786
87. Ölme kyrka, Värmland, uppförd 1787-1788
88. Drottningholms slott, Uppland, broar i engelska parken, 1787
89. Hagaparken, Uppland, Corps-de-garde, byggnad för vaktstyrkan 1787
90. Hagaparken, Uppland, Gustav III:s paviljong, 1787
91. Collegium medicum, Stockholm, 1787, troligen utfört
92. Södra Vi kyrka, Småland, orgelfasad, 1787, orgel byggd av Per Schiörlin 1788
93. Uppsala universitet, botanicum, 1787
94. Bergs kyrka, Småland, 1788, uppförd 1830-1831 efter ett förslag av Per Axel Nyström 1828
95. Bodsjö kyrka, Jämtland, 1788
96. Rinna kyrka, Östergötland, 1788, uppförd 1799-1802
97. Sollerö kyrka, Dalarna, altaruppställning, 1788
98. Västra Karaby kyrka, Skåne, torn, 1788, ej utförd, torn uppfört 1794 efter annat förslag, nytt långhus efter ritning av arkitekt Axel Almfelt 1822-1826
99. Växjö biskopsgård (Östrabo), Småland, 1788
100. Hohenwarth[källa behövs], manbyggnad, Vorpommern, Tyskland, 1789, rivet 1856
101. Kråkshults kyrka, Småland, 1789, uppförd 1801-1802
102. Forsmarks kyrka & gravkor, Uppland, 1790, uppförd 1796-1802
103. Göteborgs hospital, spannmålsmagasin & brygghus, 1790
104. Hällekis säteri, Västergötland, manbyggnad & stall, 1790, tillbyggnad uppförd omkring 1790
105. Härkeberga kyrka, Uppland, predikstol, 1790
106. Kvidinge kyrka, Skåne, torn, 1790
107. Linköpings rådhus, Östergötland, 1790, ej utfört
108. Gustafskyrkan, Luleå, altaruppställning, 1790, utförd men kyrkan nedbrunnen
109. Nagu kyrka, Egentliga Finland, 1790, orgelbygge av Olof Schwan 1791
110. Norsborgs säteri, paviljong, 1790,
111. Sundby kyrka, Södermanland, 1790
112. Västerås domkyrka, Västmanland, epitafium, 1790
113. Christinae kyrka, Alingsås, läktare & orgelfasad, 1791
114. Härnösands gymnasium, Ångermanland, kateder, 1791
115. Falsterbo fyr, Skåne, 1792, uppförd 1793-1796, övre delen riven 1842-1843, byggnadsminne 1935
116. Färingtofta kyrka, Skåne, 1792
117. Trefaldighetskyrkan, Karlskrona, 1792, norra portiken färdigställd först 1862 efter Tempelmans förslag
118. Lindbergs kyrka, Halland, 1792, ej utförd
119. Linköpings domkyrka, gravvård, 1792
120. Nottebäcks kyrka, Småland, 1792, ny kyrka uppförd först på 1830-talet efter ritning av murmästare Johan Abraham Wilelius
121. Ulrika Eleonora kyrka, Stockholm, yttertrappa, 1792
122. Stockholms slott, Gustav IV Adolfs våning, 1792
123. Tuna kyrka, Småland, orgelfasad, 1792, vid ombyggnad på 1890-talet bevarades endast Pehr Schiörlins orgelverk från 1795
124. Varbergs kyrka, Halland, 1792, orgelfasaden bevarad men ombyggd och med sparsammare utsmyckning
125. Forserums kyrka, Småland, altaruppställning, 1793
126. Kuopio residens, Savolax, Finland, 1793, ej utförda
127. Ljungs kyrka, Östergötland, 1793, uppförd 1796-1798
128. Sunds kyrka, Östergötland, altaruppställning & predikstol, 1793
129. Heinola hospital, Tavastland, Finland, 1794, uppfört 1797-1799, numera rivet
130. Jönköpings hospital, 1794, hospitalet upphörde 1825
131. Karlskrona hospital, 1794
132. Nyköpings hospital, Sankta Annas sjukhus 1794, färdigställt 1799
133. Nässjö gamla kyrka, Småland, orgelfasad, 1794, bearbetning av Pehr Schiörlins fasadritning från 1794
134. Vårdnäs kyrka, Östergötland, 1794, långhus uppfört 1795-1797
135. Växjö hospital, Småland, 1794, ej utfört
136. Växjö residens, Småland, vindsinredning & staket, 1794
137. Grimetons kyrka, Halland, 1795, utförd, tornet dock först under 1900-talet
138. Holms kyrka, Medelpad, 1795, riven 1903, nybyggnad i nygotik
139. Konungsunds kyrka, Östergötland, 1795
140. Rosersbergs slott, Uppland, 1795
141. Lindhovs kungsladugård, Halland, manbyggnad & flyglar, 1796, flyglar uppförda 1896, manbyggnad först 1838
142. Lunda kyrka, Södermanland, predikstol, 1796
143. Stockholms observatorium, 1796
144. Vreta klosters kyrka, Östergötland, gravvård, 1796
145. Fasterna kyrka, Uppland, 1797, uppförd 1797-1806
146. Stora Tuna kyrka, Dalarna, orgelfasad, 1797, orgelbygge 1800, brandskador 1807, ny orgel 1969
147. Uleåborgs hospital, Österbotten, Finland, 1797, ej utfört
148. Västerås hospital, Västmanland, 1797, byggnaderna rivna på 1880-talet
149. Dädesjö kyrka, Småland, läktare, 1798
150. Gryts kyrka, Södermanland, läktare & orgelfasad, 1798, ej utförda
151. Linköpings gymnasium, 1799, ny trivialskola uppförd 1828-1830
152. Kelviå kyrka, Österbotten, Finland, klockstapel & sockenmagasin, 1799, uppfört 1803-1804
153. Vaxholms kyrka, Uppland, 1799, kyrkan invigd 1803, tornet ej uppfört
154. Östra Husby kyrka, Östergötland, 1799
155. Karstula kapellkyrka, Österbotten, Finland, 1800
156. Stockholms smedjegårdshäkte, 1800
157. Strängnäs domkyrka, Södermanland, orgelfasad, 1800
158. Tubbetorps egendom, Västergötland, manbyggnad, 1800, troligen utfört omkring 1800, ny mangårdsbyggnad uppförd 1803-1804
159. Törnevalla kyrka, Östergötland, 1800, ej utfört, uppförd efter ritningar av Samuel Enander 1816
160. Matteröds kyrka, Skåne, 1802, nytt torn 1897-1898
161. Brännkyrka kyrka, Stockholm, 1802
162. Vreta klosters kyrka, Östergötland, gravvård, 1802, ej utförd
163. Fittja bro, Södermanland, 1803, uppförd 1813, riven i början av 1900-talet
164. Kalmar gymnasium, Småland, 1803
165. Leppävirta kyrka, Savolax, Finland, 1803, uppförd, men brann 1834, ny kyrka efter ritning av arkitekt Carl Ludvig Engel 1846
166. Rolfstorps kyrka, Halland, 1803, omarbetad 1816 av konduktören och löjtnanten Pehr Wilhelm Palmroth, torn uppfört på 1920-talet
167. Skedevi kyrka, Östergötlands län, 1803, korsarmarnas mittfönster igenmurade under 1900-talet
168. Bötoms kyrka, Österbotten, 1804, uppförd 1808-1811
169. Jämshögs kyrka, Blekinge, 1804, uppförd 1804-1833
170. Vaxholms kyrka, Uppland, orgelfasad, 1804
171. Björneborgs skola, Satakunta, Finland, 1804, krigsutbrott avbröt uppförandet, brann åter i stadsbranden 1852
172. Hammarlunda kyrka, Skåne, läktare & orgelfasad, 1805, utförd i något förenklat skick, av orgeln är endast fasaden bevarad
173. Herrevadskloster, Skåne, kungsgård, 1805, ej utfört
174. Fredrikskyrkan, Karlskrona, Blekinge, tornhuvar, 1805, ej utfört
175. Norrtälje kyrka, Uppland, altare, 1805
176. Säters kyrka, Dalarna, torn, 1805, tornet skadat vid brand 1803, efter ny ritning av Tempelman reparerat 1806
177. Vaksala kyrka, Uppland, läktare & orgelfasad, 1805, orgelbygge efter ritning av Olof Schwan, fasad och några originalstämmor bevarade
178. Björneborgs rådhus, Satakunta, Finland, 1806, påbörjat 1807, efter krigsutbrottet nya ritningar 1839, förstörd i stadsbranden 1852
179. Häradshammars kyrka, Östergötland, altaruppställning, 1806
180. Karbennings kyrka, Västmanland, 1806, ej utförd, ny kyrka 1845
181. Kristdala kyrka, Småland, läktare & orgelfasad, 1806
182. Marstrands kyrka, Bohuslän, läktare & orgelfasad, 1806, ej utfört
183. Säters kyrka, Dalarna, altarpredikstol, 1806
184. Bergs kyrka, Jämtland, orgelfasad, 1807
185. Erajärvi kapellkyrka, Tavastland?, Finland, 1807, uppförd 1821
186. Fagerhults kyrka, Småland, läktare, 1807, troligen utförd, kyrkan riven på 1890-talet
187. Göteborgs domkyrka, gravvård, 1807
188. Harlösa kyrka, Skåne, läktare & orgelfasad, 1807, utförd, ersatt med ny orgel
189. Härnösands gymnasium, Ångermanland, entréport, 1807, staket & grindar uppförda 1810
190. Sala kyrka, Västmanland, torn, 1807, inget av förslagen utförda
191. Stockholm, Nytorget, Skånegatan 83, bostadshus, 1807, rivet 1930
192. Västra Husby kyrka, Östergötland, 1807, uppförd efter något förenklad ritning av Axel Almfelt 1816, brann 1977, återuppförd
193. Öveds kyrka, Skåne, läktare & orgelfasad, 1807
194. Kråkshults kyrka, Småland, orgelfasad, 1808, bearbetning av Pehr Schiörlins förslag 1807, orgelbygge med förenklad fasad av Schiörlin 1810-1811
195. Norrsunda kyrka, Uppland, orgelfasad, 1808, utförd, ny orgel byggd 1963
196. Östra Husby kyrka, Östergötland, predikstol, 1808
197. Botkyrka kyrka, Södermanland, läktare & orgelfasad, 1810
198. Säters kyrka, Dalarna, läktare & orgelfasad, 1811
199. Vadstena skola, Östergötland, 1811, medeltida skolhus rivet 1810, nytt skolhus, efter andra ritningar, uppfört först 1831
200. Caroli begravningsplats, Borås, Västergötland, 1812
201. Hörups kyrka, Skåne, orgelfasad, odaterat, troligen ej utförd
202. Sjöö slott, Uppland, uppmätning av Tessin den äldres terrass & trappa , odaterat